# 新城子区
新城子区是辽宁省沈阳市已撤消的一个市辖区。位于沈阳市区北郊。面积852平方千米，人口29万。邮政编码110121。区人民政府驻新城子街道中央路64号。
前身为1956年建立的沈阳县。1960年，撤消沈阳县，以部分辖区新建新城子区。2006年10月经中华人民共和国民政部批准（民函〔2006〕300号），沈北新区由原新城子区、辉山农业高新技术开发区、虎石台经济技术开发区和道义国家级星火技术密集区为主体共同组成沈北新区，享有市级经济管理权和部分城市规划建设管理权。

## 行政区划
下辖2个街道、5个镇、1个民族镇、3个乡、2个民族乡，26个社区居委会、211个行政村：
- 街道办事处：新城子街道、清水台街道。
- 镇：道义镇、虎石台镇、清水台镇、蒲河镇、财落镇。
- 民族镇：兴隆台锡伯族镇。
- 乡：尹家乡、新城子乡、马刚乡。
- 民族乡：黄家锡伯族乡、石佛寺朝鲜族锡伯族乡。